# Łuszczyna

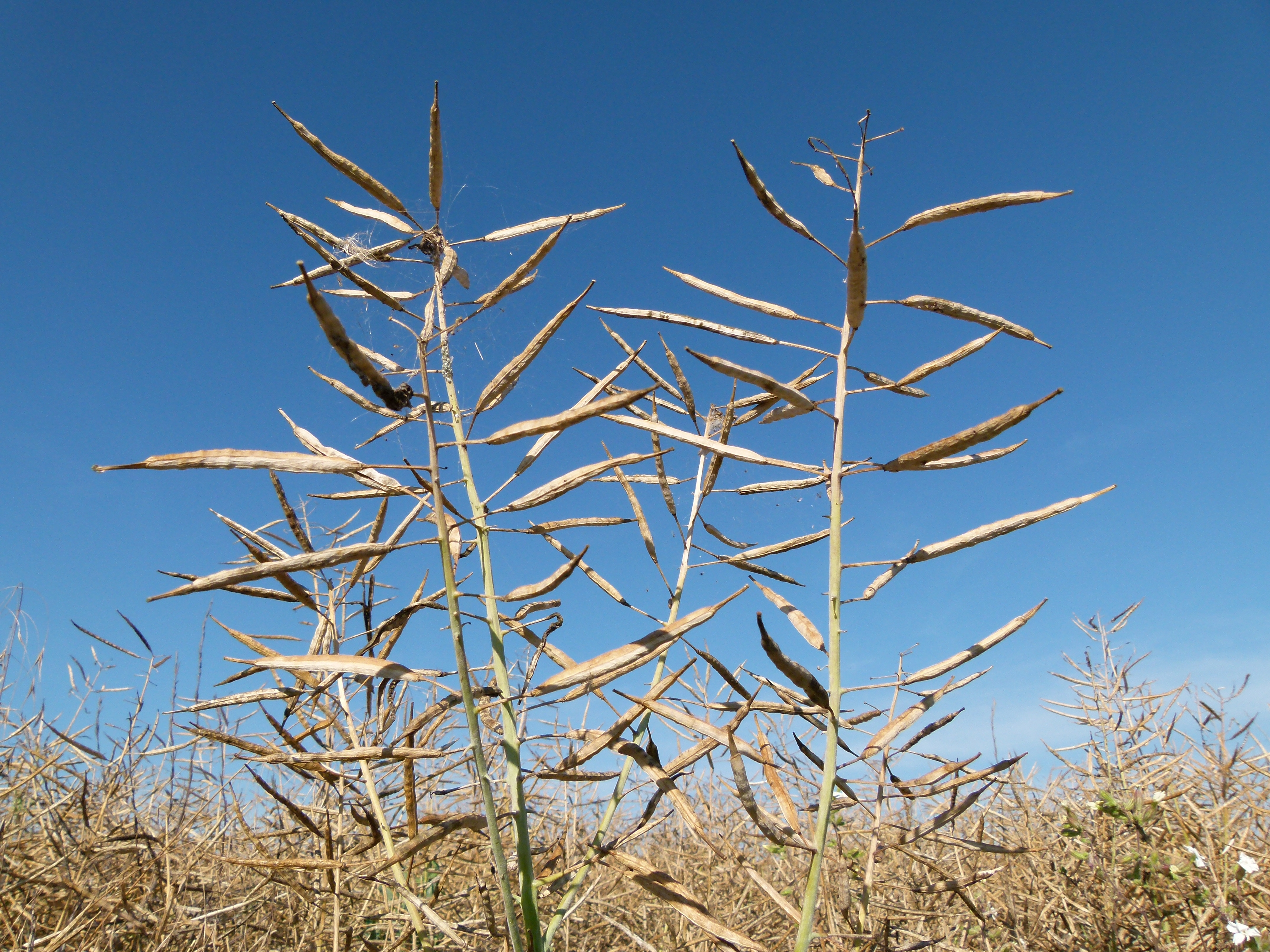
Łuszczyny rzepaku

Łuszczyna (siliqua) – suchy, pękający owoc wyróżniany jako szczególna forma torebki, powstający z dwóch zrośniętych owocolistków. W stanie dojrzałym owocolistki te oddzielają się zazwyczaj dwuklapowo od ramy zawierającej łożysko. 
Łuszczyna bywa definiowana szeroko jako każda podłużna, otwierająca się dwuklapowo torebka (np. występująca u glistnika z rodziny makowatych) lub definiowana jest wąsko jako owoc charakterystyczny wyłącznie dla rodziny kapustowatych (Brassicaceae). W tym drugim przypadku do cech typowych dla łuszczyny zaliczana jest błoniasta przegroda fałszywa tworząca się między ramą, na której osadzone są nasiona. Przegroda powstaje w wyniku wtórnego wrastania tkanki owocolistka do pojedynczej komory zalążniowej.
U niektórych przedstawicieli kapustowatych (np. u roślin z rodzaju rzodkiew) owoc jest wyraźnie zwężony między nasionami i nie otwiera się klapami, lecz rozpada na jednonasienne fragmenty. Owoce takie nazywane są łuszczynami przewęzistymi i zaliczane są do owoców niepękających jako rozłupnie (poszczególne fragmenty są nazywane rozłupkami).
Łuszczyny są podłużne, przynajmniej 3x tak długie jak szerokie. Jeśli owoc jest równy lub krótszy w stosunku do szerokości określany jest mianem łuszczynki.